# Alex Vinatzer
Alex Vinatzer (Bolzano, 22 settembre 1999) è uno sciatore alpino italiano.

## Biografia
Specialista delle prove tecniche originario di Selva di Val Gardena e attivo in gare FIS dal novembre del 2015, Vinatzer ha esordito in Coppa Europa il 9 gennaio 2017 a Davos in slalom gigante e in Coppa del Mondo il 12 novembre 2017 a Levi in slalom speciale, in entrambi i casi senza completare la gara.
Nel 2018 ai Mondiali juniores di Davos ha vinto la medaglia d'argento nello slalom speciale; in seguito ai XXIII Giochi olimpici invernali di Pyeongchang 2018, sua prima presenza olimpica, non ha terminato la prova di slalom speciale ed è stato eliminato ai quarti nella gara a squadre. Il 30 novembre dello stesso anno ha ottenuto il primo successo in Coppa Europa, nello slalom disputato sulle nevi di Levi, e ai successivi Mondiali di Åre 2019, suo esordio iridato, ha vinto la medaglia di bronzo nella gara a squadre ed è stato 19º nello slalom speciale; sempre nel 2019 ai Mondiali junores della Val di Fassa ha conquistato la medaglia d'oro nello slalom speciale.
Il 5 gennaio 2020 ha ottenuto a Zagabria Sljeme in slalom speciale il primo podio in Coppa del Mondo (3º); ai Mondiali di Cortina d'Ampezzo 2021 si è classificato 4º nello slalom speciale e l'anno dopo ai XXIV Giochi olimpici invernali di Pechino 2022 si è piazzato 8º nella gara a squadre e non ha completato lo slalom gigante e lo slalom speciale. Ai Mondiali di Courchevel/Méribel 2023 ha vinto la medaglia di bronzo nello slalom speciale, è stato 13º nel parallelo, 8º nella gara a squadre e non ha completato lo slalom gigante; nella successiva rassegna iridata di Saalbach-Hinterglemm 2025 ha vinto la medaglia d'oro nella gara a squadre (assieme a Filippo Della Vite, Lara Della Mea e Giorgia Collomb), si è classificato 21º nello slalom gigante e non ha portato a termine lo slalom speciale.

## Palmarès

### Mondiali
- 3 medaglie:
  - 1 oro (gara a squadre a Saalbach-Hinterglemm 2025)
  - 2 bronzi (gara a squadre a Åre 2019; slalom speciale a Courchevel/Meribel 2023)

### Mondiali juniores
- 2 medaglie:
  - 1 oro (slalom speciale a Val di Fassa 2019)
  - 1 argento (slalom speciale a Davos 2018)

### Coppa del Mondo
- Miglior piazzamento in classifica generale: 22º nel 2024
- 3 podi (in slalom speciale):
  - 1 secondo posto
  - 2 terzi posti

### Coppa Europa
- Miglior piazzamento in classifica generale: 9º nel 2023
- 5 podi:
  - 2 vittorie
  - 2 secondi posti
  - 1 terzo posto

#### Coppa Europa - vittorie
| Data             | Località     | Paese     | Specialità |
| ---------------- | ------------ | --------- | ---------- |
| 30 novembre 2018 | Levi         | Finlandia | SL         |
| 16 dicembre 2022 | Val di Fassa | Italia    | SL         |

Legenda:

SL = slalom speciale

### South American Cup
- Miglior piazzamento in classifica generale: 17º nel 2019
- 4 podi:
  - 1 vittoria
  - 2 secondi posti
  - 1 terzo posto

#### South American Cup - vittorie
| Data              | Località     | Paese     | Specialità |
| ----------------- | ------------ | --------- | ---------- |
| 13 settembre 2022 | Cerro Castor | Argentina | GS         |

Legenda:

GS = slalom gigante

### Campionati italiani
- 3 medaglie:
  - 1 oro (slalom speciale nel 2022)
  - 2 bronzi (slalom speciale nel 2021; slalom gigante nel 2024)